# Luc-sur-Aude

Luc-sur-Aude este o comună în departamentul Aude din sudul Franței. În 1 ianuarie 2022 avea o populație de 253 de locuitori.